# The Damn Tour
A The Damn Tour (stilizálva: The DAMN. Tour) Kendrick Lamar amerikai rapper és dalszerző koncertturnéja, 2017-es Damn című albumának népszerűsítésére. Az Észak-Amerikai szakasz 2017. július 12-én kezdődött Glendale-ben, Arizonában és 2017. szeptember 2-án ért véget Miamiban. Az európai szakasz 2018. február 7-én kezdődött Dublinban, majd 2018. március 5-én ért véget Berlinben. Az óceániai szakasz Perthben kezdődött 2018. július 10-én és 2018. július 30-án fejeződött be, Szöulban.
A Pollstar szerint a turné bevétele Észak-Amerikában 41.4 millió dollár volt és 452 387 jegyet adtak el 36 koncertre.

## Háttér
Két Coachella-fellépése és a Quebec City Summer Fesztiválon való koncertje után a rapper 2017 nyarán kezdett el új albumának népszerűsítésére turnézni. Először 17 koncertet jelentett be Észak-Amerikában, majd hozzáadott még húszat. A második bejelentésen még 15 koncertet adott a turnéhoz, ahol YG volt a nyitófellépő. Szeptember 30-án bejelentette a turné európai szakaszát, ahol James Blake volt a nyitóelőadó. 2018. április 29-én jelentették be az óceániai turnét.

## Számlista
Az alábbi számlista a Glendale-i koncerten (2017. július 12.) előadott dalokat tünteti fel.
| 1. DNA 2. Element 3. King Kunta 4. untitled 07 \| 2014 - 2016 5. untitled 02 \| 06.23.2014. 6. Mask Off (Future feldolgozás) 7. Collard Greens 8. Swimming Pools (Drank) 9. Backseat Freestyle 10. "Loyalty" 11. Lust 12. Money Trees | 1. M.A.A.D City 2. XXX 3. Pride 4. Love 5. Bitch, Don’t Kill My Vibe 6. Alright 7. Humble Encore 1. Feel 2. God |

Vendégfellépők
- 2017. július 23. – Brooklyn: 4 AM, 2 Chainzzel és Travis Scottal
- 2017. július 26. – Auburn Hills: Deja Vu, A Tale of 2 Citiez és No Role Modelz, J. Cole-lal
- 2017. július 27. – Chicago: No Problem, Chance the Rapperrel
- 2017. augusztus 9. – Los Angeles: That Part, Schoolboy Q-val, Money Trees, Jay Rockkal, Love Galore, SZA-val, Look At Me!, XXXTentacionnal.

## Koncertek
| Dátum                       | Város                       | Ország                      | Helyszín                      | Nyitófellépő                | Nézőszám                    | Bevétel                     |
| 1. szakasz — Észak-Amerikai | 1. szakasz — Észak-Amerikai | 1. szakasz — Észak-Amerikai | 1. szakasz — Észak-Amerikai   | 1. szakasz — Észak-Amerikai | 1. szakasz — Észak-Amerikai | 1. szakasz — Észak-Amerikai |
| --------------------------- | --------------------------- | --------------------------- | ----------------------------- | --------------------------- | --------------------------- | --------------------------- |
| 2017. július 7.             | Québec                      | Kanada                      | Plains of Abraham             | Anderson .Paak Dead Obies   | Quebec Fesztivál része      | Quebec Fesztivál része      |
| 2017. július 12.            | Glendale                    | Egyesült Államok            | Gila River Arena              | Travis Scott DRAM           | 12 986 / 13 184             | $1 050 060                  |
| 2017. július 14.            | Dallas                      | Egyesült Államok            | American Airlines Center      | Travis Scott DRAM           | 13 362 / 13 362             | $1 352 113                  |
| 2017. július 15.            | Houston                     | Egyesült Államok            | Toyota Center                 | Travis Scott DRAM           | 11 441 / 11 441             | $1 249 664                  |
| 2017. július 17.            | Duluth                      | Egyesült Államok            | Infinite Energy Arena         | Travis Scott DRAM           | 9 846 / 9 846               | $943 090                    |
| 2017. július 19.            | Philadelphia                | Egyesült Államok            | Wells Fargo Center            | Travis Scott DRAM           | 13 513 / 13 742             | $1 330 647                  |
| 2017. július 20.            | Brooklyn                    | Egyesült Államok            | Barclays Center               | Travis Scott DRAM           | 28 174 / 28 174             | $3 074 047                  |
| 2017. július 21.            | Washington                  | Egyesült Államok            | Verizon Center                | Travis Scott DRAM           | 12 944 / 13 186             | $1 375 048                  |
| 2017. július 22.            | Boston                      | Egyesült Államok            | TD Garden                     | Travis Scott DRAM           | 12 773 / 12 889             | $1 400 540                  |
| 2017. július 23.            | Brooklyn                    | Egyesült Államok            | Barclays Center               | Travis Scott DRAM           |                             |                             |
| 2017. július 25.            | Toronto                     | Kanada                      | Air Canada Centre             | Travis Scott DRAM           | 26 473 / 26 473             | $2 599 580                  |
| 2017. július 26.            | Auburn Hills                | Egyesült Államok            | The Palace of Auburn Hills    | Travis Scott DRAM           | 13 070 / 13 173             | $1 301 448                  |
| 2017. július 27.            | Chicago                     | Egyesült Államok            | United Center                 | Travis Scott DRAM           | 24 727 / 26 316             | $2 415 331                  |
| 2017. július 29.            | Denver                      | Egyesült Államok            | Pepsi Center                  | Travis Scott DRAM           | 13 140 / 13 266             | $1 154 190                  |
| 2017. augusztus 1.          | Tacoma                      | Egyesült Államok            | Tacoma Dome                   | Travis Scott DRAM           | 18 590 / 18 590             | $1 278 663                  |
| 2017. augusztus 2.          | Vancouver                   | Kanada                      | Rogers Arena                  | Travis Scott DRAM           | 13 938 / 13 938             | $1 228 590                  |
| 2017. augusztus 4.          | Oakland                     | Egyesült Államok            | Oracle Arena                  | Travis Scott DRAM           | 14 179 / 14 179             | $1 373 996                  |
| 2017. augusztus 5.          | Las Vegas                   | Egyesült Államok            | T-Mobile Arena                | Travis Scott DRAM           | 14 499 / 14 499             | $1 439 417                  |
| 2017. augusztus 6.          | Los Angeles                 | Egyesült Államok            | Staples Center                | Travis Scott DRAM           | 40 425 / 40 425             | $3 847 175                  |
| 2017. augusztus 8.          | Los Angeles                 | Egyesült Államok            | Staples Center                | Travis Scott DRAM           | 40 425 / 40 425             | $3 847 175                  |
| 2017. augusztus 9.          | Los Angeles                 | Egyesült Államok            | Staples Center                | Travis Scott DRAM           | 40 425 / 40 425             | $3 847 175                  |
| 2017. augusztus 11.         | Anaheim                     | Egyesült Államok            | Honda Center                  | YG DRAM                     | 12 275 / 14 443             | $1 181 276                  |
| 2017. augusztus 12.         | San José                    | Egyesült Államok            | SAP Center                    | YG DRAM                     | 12 713 / 12 971             | $1 239 832                  |
| 2017. augusztus 13.         | Sacramento                  | Egyesült Államok            | Golden 1 Center               | YG DRAM                     | 11 191 / 12 272             | $896 190                    |
| 2017. augusztus 16.         | Kansas City                 | Egyesült Államok            | Sprint Center                 | YG DRAM                     | 10 560 / 11 161             | $728 344                    |
| 2017. augusztus 18.         | Lincoln                     | Egyesült Államok            | Pinnacle Bank Arena           | YG DRAM                     | 11 140 / 11 554             | $677 964                    |
| 2017. augusztus 19.         | Saint Paul                  | Egyesült Államok            | Xcel Energy Center            | YG DRAM                     | 14 458 / 14 614             | $1 079 941                  |
| 2017. augusztus 20.         | Chicago                     | Egyesült Államok            | United Center                 | YG DRAM                     |                             |                             |
| 2017. augusztus 22.         | Columbus                    | Egyesült Államok            | Schottenstein Center          | YG DRAM                     | 11 423 / 11 733             | $802 906                    |
| 2017. augusztus 23.         | Toronto                     | Kanada                      | Air Canada Centre             | YG DRAM                     |                             |                             |
| 2017. augusztus 24.         | Montréal                    | Kanada                      | Bell Centre                   | YG DRAM                     | 10 769 / 13 132             | $930 271                    |
| 2017. augusztus 25.         | Newark                      | Egyesült Államok            | Prudential Center             | YG DRAM                     | 10 314 / 10 976             | $887 745                    |
| 2017. augusztus 29.         | Charlotte                   | Egyesült Államok            | Spectrum Center               | YG DRAM                     | 10 591 / 11 082             | $686 960                    |
| 2017. augusztus 30.         | Nashville                   | Egyesült Államok            | Bridgestone Arena             | YG DRAM                     | 15 206 / 15 206             | $949 292                    |
| 2017. szeptember 1.         | Tampa                       | Egyesült Államok            | Amalie Arena                  | YG DRAM                     | 12 103 / 12 353             | $834 155                    |
| 2017. szeptember 2.         | Miami                       | Egyesült Államok            | American Airlines Arena       | YG DRAM                     | 12 256 / 12 718             | $1 140 921                  |
| 2. szakasz — Európa         |                             |                             |                               |                             |                             |                             |
| 2018. február 7.            | Dublin                      | Írország                    | 3Arena                        | James Blake                 | 12 644 / 12 644             | $1 194 783                  |
| 2018. február 9.            | Birmingham                  | Anglia                      | Genting Arena                 | James Blake                 | 12 581 / 12 581             | $1 229 103                  |
| 2018. február 10.           | Manchester                  | Anglia                      | Manchester Aréna              | James Blake                 | 14 485 / 14 485             | $1 408 370                  |
| 2018. február 11.           | Glasgow                     | Skócia                      | The SSE Hydro                 | James Blake                 | 11 854 / 11 854             | $1 089 330                  |
| 2018. február 12.           | London                      | Anglia                      | The O2 Aréna                  | James Blake                 | 34 877 / 34 877             | $3 284 010                  |
| 2018. február 13.           | London                      | Anglia                      | The O2 Aréna                  | James Blake                 | 34 877 / 34 877             | $3 284 010                  |
| 2018. február 15.           | Frankfurt                   | Németország                 | Festhalle                     | James Blake                 | 11 089 / 11 089             | $867 594                    |
| 2018. február 20.           | London                      | Anglia                      | Wembley Arena                 | James Blake                 | 10 049 / 10 049             | $996 903                    |
| 2018. február 22.           | Köln                        | Németország                 | Lanxess Arena                 | James Blake                 | 12 593 / 12 593             | $949 786                    |
| 2018. február 23.           | Amszterdam                  | Hollandia                   | Ziggo Dome                    | James Blake                 | 16 220 / 16 220             | $1 108 958                  |
| 2018. február 25.           | Párizs                      | Franciaország               | AccorHotels Arena             | James Blake                 | 30 970 / 30 970             | $3 018 963                  |
| 2018. február 26.           | Párizs                      | Franciaország               | AccorHotels Arena             | James Blake                 | 30 970 / 30 970             | $3 018 963                  |
| 2018. február 27.           | Antwerpen                   | Belgium                     | Sportpaleis                   | James Blake                 | 19 424 / 19 424             | $1 403 113                  |
| 2018. március 1.            | Koppenhága                  | Dánia                       | Royal Arena                   | James Blake                 | 15 187 / 15 187             | $1 470 874                  |
| 2018. március 2.            | Oslo                        | Norvégia                    | Telenor Arena                 | James Blake                 | 21 653 / 21 653             | $1 786 295                  |
| 2018. március 3.            | Stockholm                   | Svédország                  | Ericsson Globe                | James Blake                 | 14 064 / 14 064             | $1 290 910                  |
| 2018. március 5.            | Berlin                      | Németország                 | Mercedes-Benz Arena           | James Blake                 | 13 977 / 13 977             | $1 093 940                  |
| 3. szakasz — Oceánia        |                             |                             |                               |                             |                             |                             |
| 2018. július 10.            | Perth                       | Ausztrália                  | Perth Arena                   | SiR                         | 13 988 / 13 988             | $1 588 770                  |
| 2018. július 13.            | Melbourne                   | Ausztrália                  | Rod Laver Arena               | SiR                         | 25 479 / 25 479             | $2 773 000                  |
| 2018. július 14.            | Melbourne                   | Ausztrália                  | Rod Laver Arena               | SiR                         | 25 479 / 25 479             | $2 773 000                  |
| 2018. július 15.            | Adelaide                    | Ausztrália                  | Adelaide Entertainment Centre | SiR                         | —                           | —                           |
| 2018. július 17.            | Dunedin                     | Új-Zéland                   | Forsyth Barr Stadion          | SiR                         | —                           | —                           |
| 2018. július 19.            | Auckland                    | Új-Zéland                   | Spark Arena                   | SiR                         | 21 803 / 21 803             | $1 311 371                  |
| 2018. július 20.            | Auckland                    | Új-Zéland                   | Spark Arena                   | SiR                         | 21 803 / 21 803             | $1 311 371                  |
| 2018. július 24.            | Sydney                      | Ausztrália                  | Qudos Bank Arena              | SiR                         | 29 712 / 29 712             | $3 455 799                  |
| 2018. július 25.            | Sydney                      | Ausztrália                  | Qudos Bank Arena              | SiR                         | 29 712 / 29 712             | $3 455 799                  |
| 4. szakasz — Ázsia          |                             |                             |                               |                             |                             |                             |
| 2018. július 30.            | Szöul                       | Dél-Korea                   | Jamsil Auxiliary Stadium      | SiR                         | —                           |                             |
| Összesen                    | Összesen                    | Összesen                    | Összesen                      | Összesen                    | ~700 746                    | ~$62.7 millió               |